# 宇和島市立城南中学校
宇和島市立城南中学校（うわじましりつじょうなんちゅうがっこう）は、愛媛県宇和島市文京町にある公立中学校。

## 沿革
- 1947年
  - 4月1日 - 坂下津予科練跡に宇和島市立城南中学校として開校。
  - 4月24日 - 開校式、第一回入学式挙行。
- 1950年 - 妙典寺前の愛媛県立鶴島高等女学校（旧宇和島高等家政女学校）跡に移転（現・宇和津小学校）。
- 1951年3月23日 - 校旗制定。
- 1953年 - 現在地に新築移転。
- 1955年1月17日 - 校歌制定。
- 1961年
  - 4月1日 - 校区変更により、宇和島市立城東中学校が開校。
  - 4月24日 - 校訓制定。
- 1970年4月1日 - 宇和島市立九島中学校と宇和島市立城西中学校を併合。
- 1992年12月25日 - 男子の長髪許可。
- 1997年2月1日 - 運動靴の規定を変更。
- 2003年11月19日 - 優良PTA文部科学大臣賞を受賞。
- 2014年4月 - 宇和島市立宇和海中学校の校区のうち、戸島・嘉島・日振島の各小学校区の進学先を城南中学校に移管[1]。これに伴い、寄宿舎「はまゆう寮」が開設される[2]。宇和海中学校にあった同名の寮は閉鎖となった[3]。
- 2015年4月1日 - 宇和島市立宇和海中学校を併合。
- 2019年 - 城南中学校学校運営協議会を設置。

## 教育方針

### 教育目標
- 自立と共生の力を持った生徒の育成

## 校訓
- 自主
- 友愛
- 勤労

## 校歌
宇和島市立城南中学校校歌
1番に「おのこ」（男子）、2番に「おみな」（女子）、3番に「我等幾千」を主題にして歌われる。混声四部合唱で歌うことが出来る珍しい校歌である。
- 作詞: 菅原真一
- 作曲: 清家嘉寿恵

## 部活動

### 運動部
- 野球部
- 男女陸上部
- 男女ソフトテニス部
- 女子バレーボール部
- 男女バスケットボール部
- サッカー部
- 男女卓球部
- 男女剣道部

☆レスリング部

### 文化部
- 吹奏楽部
- 美術部

## 行事
- 4月 - 開校記念行事、リレーカーニバル
- 9月 - 体育祭
- 11月 - 城南祭
- 12月 - 校内マラソン大会

## 著名な卒業生
- 平井正史（プロ野球選手）
- 土居裕子（歌手、女優、声優）